# Liste der Stolpersteine in Straubing

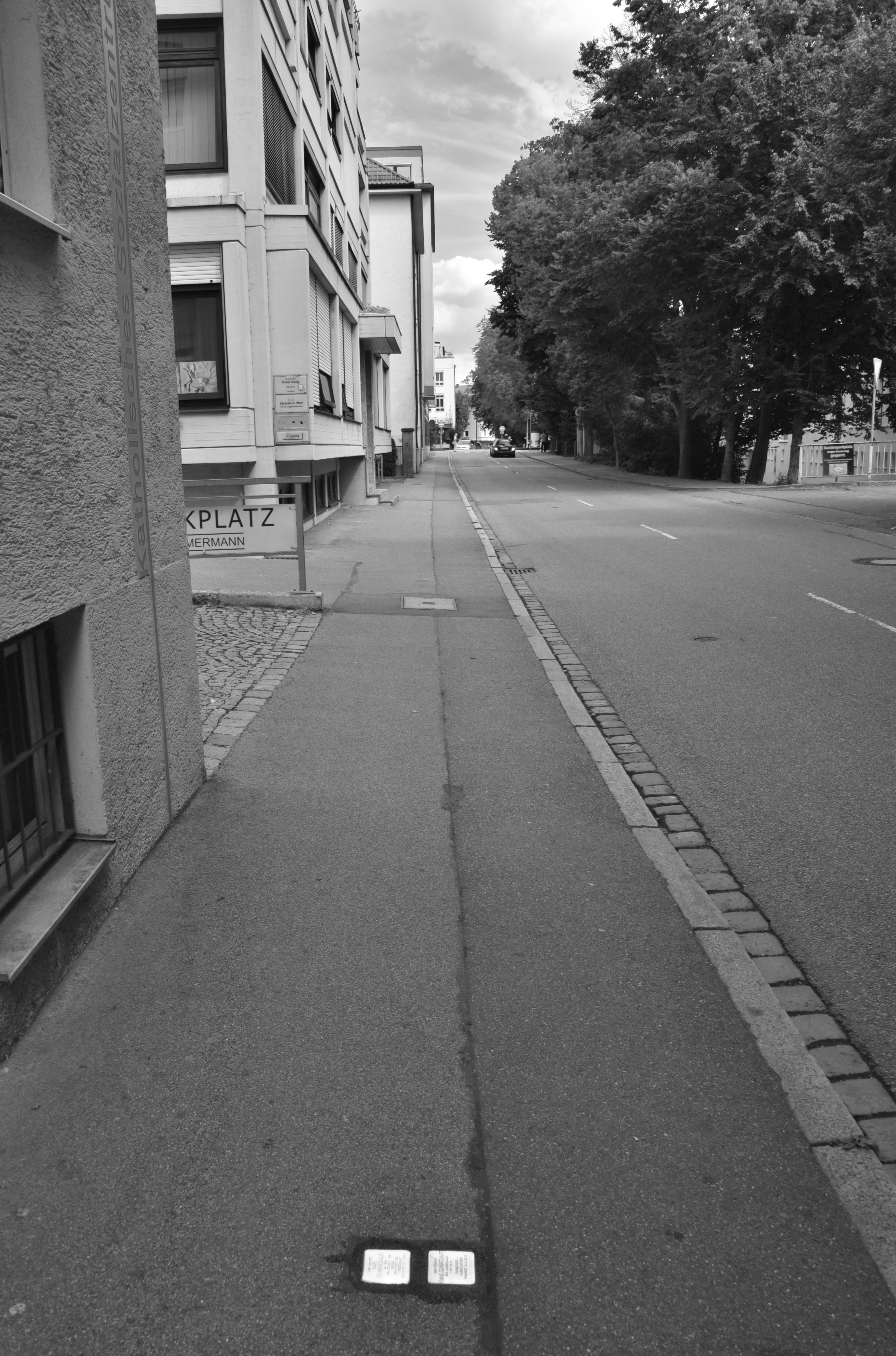
Stolpersteine in Straubing

Die Liste der Stolpersteine in Straubing enthält die Stolpersteine, welche im Rahmen des gleichnamigen Kunstprojektes von Gunter Demnig in Straubing verlegt wurden. Diese Aktion wird durch die Stadt Straubing und die Jüdische Gemeinde Straubing unterstützt.

## Liste der Stolpersteine
In Straubing wurden vierzig Stolpersteine an sechzehn Adressen verlegt. Die meisten Stolpersteine befinden sich im Umfeld der Synagoge. Diese Steine erinnern an Bürger jüdischen Glaubens, welche im Dritten Reich deportiert und ermordet wurden. Zwei Stolpersteine vor dem Pfortengebäude der Einrichtung der Barmherzigen Brüder in der Äußeren Passauer Straße erinnern an zwei ehemalige Bewohner der „Pflegeanstalt“.
| Stolperstein | Inschrift | Verlegeort                              | Name, Leben |
| ------------ | --- | --------------------------------------- | --- |
|              | HIER WOHNTE ELSE ANSBACHER JG. 1921 DEPORTIERT 1942 PIASKI ERMORDET                                                                                                   | Theresienplatz 22                       | Else Ansbacher (1921–1942/45) |
|              | HIER WOHNTE FRIEDA ANSBACHER GEB. STERN JG. 1896 DEPORTIERT 1942 PIASKI ERMORDET                                                                                      | Theresienplatz 22                       | Frieda Ansbacher (1896–1942/45) |
|              | HIER WOHNTE LILLY ANSBACHER JG. 1926 DEPORTIERT 1942 PIASKI ERMORDET                                                                                                  | Theresienplatz 22                       | Lilly Ansbacher (1926–1942/45) |
|              | HIER WOHNTE MAX ANSBACHER JG. 1876 DEPORTIERT 1942 PIASKI ERMORDET | Theresienplatz 22                       | Max Ansbacher (1876–1942/45) |
|              | HIER WOHNTE JENNY BAUMBLATT GEB. STRAUSS JG. 1897 DEPORTIERT 1942 PIASKI ERMORDET                                                                                     | Wittelsbacherstraße 11 ·                | Jenny Baumblatt geb. Strauss |
|              | HIER WOHNTE JULIUS BAUMBLATT JG. 1893 'SCHUTZHAFT' 1938 DACHAU DEPORTIERT 1942 PIASKI ERMORDET                                                                        | Wittelsbacherstraße 11 ·                | Julius Baumblatt |
|              | HIER WOHNTE LORE BAUMBLATT JG. 1924 DEPORTIERT 1942 PIASKI ERMORDET                                                                                                   | Wittelsbacherstraße 11 ·                | Lore Baumblatt |
|              | HIER WOHNTE SABINA BAUMBLATT JG. 1926 DEPORTIERT 1942 PIASKI ERMORDET                                                                                                 | Wittelsbacherstraße 11 ·                | Sabina Baumblatt |
|              | HIER LEBTE LUDWIG EGNER JG. 1903 EINGEWIESEN 1936 PFLEGEANSTALT STRAUBING 1.4.1941 ANSTALT REGENSBURG 'VERLEGT' 2.5.1941 SCHLOSS HARTHEIM ERMORDET 2.5.1941 AKTION T4 | Äußere Passauer Straße 60 ·             | Ludwig Egner |
|              | HIER WOHNTE GEORG FINDL JG. 1892 IM WIDERSTAND VERHAFTET 1936 'HOCHVERRAT' ZUCHTHAUS KAISHEIM TOT 19.7.1942                                                           | Michaelsweg 25                          | Georg Findl (1892–1942) |
|              | HIER WOHNTE ANTONIE FIRNBACHER GEB. LANG JG. 1870 DEPORTIERT 1942 THERESIENSTADT ERMORDET 27.10.1944                                                                  | Lindenstraße 17                         | Antonie Firnbacher, geborene Lang (1870–1944) |
|              | HIER WOHNTE BERTA FIRNBACHER GEB. RAU JG. 1861 DEPORTIERT 1942 THERESIENSTADT ERMORDET 9.5.1944                                                                       | Innere Frühlingsstraße 19               | Berta Firnbacher, geborene Rau (1861–1944) |
|              | HIER WOHNTE SALOMON FIRNBACHER JG. 1868 DEPORTIERT 1942 THERESIENSTADT ERMORDET 22.2.1943                                                                             | Lindenstraße 17                         | Salomon Firnbacher (1868–1943) |
|              | HIER WOHNTE FLORA FRANK GEB. KLEIN JG. 1876 DEPORTIERT 1942 PIASKI ERMORDET IN MAJDANEK                                                                               | Wittelsbacherstraße 11 ·                | Flora Frank, geborene Klein |
|              | HIER WOHNTE UND LEHRTE NATHAN TZVI HALEVI FRANK JG. 1881 'SCHUTZHAFT' 1938 DACHAU DEPORTIERT 1942 PIASKI ERMORDET IN MAJDANEK                                         | Wittelsbacherstraße 11 ·                | Nathan Tzvi Halevi Frank |
|              | HIER WOHNTE SARA FRANK JG. 1891 DEPORTIERT 1942 PIASKI ERMORDET | Wittelsbacherstraße 11 ·                | Sara Frank |
|              | HIER WOHNTE STEFAN KÜNSTLER JG. 1869 GEDEMÜTIGT / ENTRECHTET INTERNIERT 1942 LAGER MÜNCHEN KNORRSTR. 148 TOT 29.5.1942                                                | Fraunhoferstraße 18                     | Stefan Künstler (1869–1942) |
|              | HIER WOHNTE JULIE LOOSE GEB. KRONENBERGER JG. 1873 INTERNIERT 1942 BARACKENLAGER MÜNCHEN KNORRSTR. 143 DEPORTIERT 1942 THERESIENSTADT TOT 7.4.1944                    | Wittelsbacherstraße 12 ·                | Julie Loose geb. Kronenberger |
|              | HIER WOHNTE EMIL LÖWENTHAL JG. 1896 'SCHUTZHAFT' 1938 DACHAU DEPORTIERT 1942 PIASKI ERMORDET                                                                          | Lindenstraße 17                         | Emil Löwenthal (1896–1942/45) |
|              | HIER WOHNTE SELMA SOPHIE LÖWENTHAL GEB. FIRNBACHER JG. 1900 DEPORTIERT 1942 PIASKI ERMORDET                                                                           | Lindenstraße 17                         | Selma Sophie Löwenthal (1900–1942/45) |
|              | HIER WOHNTE URI LÖWENTHAL JG. 1939 DEPORTIERT 1942 PIASKI ERMORDET | Lindenstraße 17                         | Uri Löwenthal (1939–1942/45) |
|              | HIER WOHNTE EDITH LOEWY JG. 1904 DEPORTIERT 1942 PIASKI ERMORDET | Von-Leistner-Straße 5                   | Edith Loewy (1904–1942/45) |
|              | HIER WOHNTE ELLA LOEWY JG. 1909 DEPORTIERT 1942 SOBIBOR ERMORDET | Von-Leistner-Straße 5                   | Ella Loewy (1909–1942/45) |
|              | HIER WOHNTE HEDWIG LOEWY GEB. EBEN JG. 1882 DEPORTIERT 1942 PIASKI ERMORDET                                                                                           | Von-Leistner-Straße 5                   | Hedwig Loewy, geborene Eben (1882–1942/45) |
|              | HIER WOHNTE MALCHEN LORCH GEB. FIRNBACHER JG. 1889 DEPORTIERT 1942 PIASKI ERMORDET                                                                                    | Innere Frühlingsstraße 19               | Malchen Lorch, geborene Rau (1889–1942/45) |
|              | HIER LEBTE MATHIAS MIEHLING JG. 1877 EINGEWIESEN 1918 PFLEGEANSTALT STRAUBING 'VERLEGT' 23.4.1941 HEIL- UND PFLEGEANSTALT ERLANGEN VERHUNGERT 24.5.1943               | Äußere Passauer Straße 60 ·             | Mathias Miehlig |
|              | HIER WOHNTE KATHARINA MURR SCHWESTER GABRIELE JG. 1893 SEIT 1930 MEHRERE HEILANSTALTEN 'VERLEGT' 4.11.1940 HARTHEIM ERMORDET 4.11.1940 'AKTION T4'                    | Burggasse 40 (vor dem Ursulinenkloster) | Katharina Murr, auch Schwester Gabriele (1893–1940) |
|              | HIER WOHNTE NANETTE PFEIFFER GEB. KRONENBERGER JG. 1868 DEPORTIERT ERMORDET IN MINSK                                                                                  | Bahnhofstraße 11 ·                      | Nanette Pfeiffer geb. Löwensteiner |
|              | HIER WOHNTE DR. SIEGFRIED PFEIFFER JG. 1896 DEPORTIERT MAJDANEK ERMORDET 6.3.1943                                                                                     | Bahnhofstraße 11 ·                      | Dr. Siegfried Pfeiffer |
|              | HIER WOHNTE HELENA PÖRUTZ JG. 1876 DEPORTIERT 1942 SCHICKSAL UNBEKANNT                                                                                                | Viereckmühlstraße 11                    | Helena Pörutz (1876-19??) |
|              | HIER WOHNTE EMMA SCHWARZHAUPT GEB. MANDELBAUM JG. 1875 DEPORTIERT THERESIENSTADT ERMORDET 8.3.1944                                                                    | Obere Bachstraße 12 ·                   | Emma Schwarzhaupt geb. Mandelbaum |
|              | HIER WOHNTE KARL SCHWARZHAUPT JG. 1866 DEPORTIERT THERESIENSTADT ERMORDET 21.1.1943                                                                                   | Obere Bachstraße 12 ·                   | Karl Schwarzhaupt |
|              | HIER WOHNTE KARL SCHWARZHAUPT JG. 1866 'SCHUTZHAFT' 1938 DACHAU DEPORTIERT 1942 THERESIENSTADT ERMORDET 20.1.1943                                                     | Michaelsweg 25                          | Karl Schwarzhaupt (1866–1943) |
|              | HIER WOHNTE OTTO SELZ JG. 1885 ERSCHOSSEN 15.3.1933 DREIFALTIGKEITSBERG/WENG                                                                                          | Obere Bachstraße 14 ·                   | Otto Selz erstritt 1932 nach persönlichen Diffamierungen eine Gegendarstellung auf der Titelseite des »Stürmers«. Er gilt als erstes jüdisches Todesopfer der NS-Herrschaft in Deutschland. |
|              | HIER WOHNTE RECHA SELZ GEB. SPRINGER JG. 1889 DEPORTIERT 1942 PIASKI ERMORDET                                                                                         | Obere Bachstraße 14 ·                   | Recha Selz geb. Springer |
|              | HIER WOHNTE SOFIE SELZ GEB. SPRINGER JG. 1901 DEPORTIERT 1942 PIASKI ERMORDET                                                                                         | Obere Bachstraße 14 ·                   | Sofie Selz geb. Springer |
|              | HIER WOHNTE ISIDOR SPIEGL JG. 1868 DEPORTIERT 1942 THERESIENSTADT ERMORDET IN TREBLINKA                                                                               | Ludwigsplatz 5                          | Isidor Spiegl (1868–1942/43) |
|              | HIER WOHNTE HEINRICH SPRINGER JG. 1886 DEPORTIERT 1942 PIASKI ERMORDET                                                                                                | Obere Bachstraße 14 ·                   | Heinrich Springer |
|              | HIER WOHNTE OTTO STEIN JG. 1877 'SCHUTZHAFT' 1938 DACHAU DEPORTIERT 1942 PIASKI ERMORDET                                                                              | Ludwigsplatz 5                          | Otto Stein (1877–1942/45) |
|              | HIER WOHNTE ADOLF STRAUSS JG. 1881 'SCHUTZHAFT' 1938 SACHSENHAUSEN ERMORDET 6.2.1940                                                                                  | Innere Frühlingstraße 7                 | Adolf Strauss (1881–1940) |
|              | HIER WOHNTE ELISABETH STRAUSS JG. 1914 DEPORTIERT 1942 PIASKI ERMORDET                                                                                                | Innere Frühlingstraße 7                 | Elisabeth Strauss (1914–1942/45) |
|              | HIER WOHNTE KAROLINA STRAUSS GEB. GERSTNER JG. 1883 DEPORTIERT 1942 PIASKI ERMORDET                                                                                   | Innere Frühlingstraße 7                 | Karolina Strauss (1883–1942/45) |

## Verlegedaten
Die Stolpersteine in Straubing wurden von Gunter Demnig an folgenden Tagen verlegt:
- 13. August 2008: Bahnhofstraße 11, Obere Bachstraße 12 und 14
- 24. April 2013: Äußere Passauer Straße 60, Wittelsbacherstraße 11 und 12
- 8. März 2022

Die Verlegungen am Michaelsweg 25, in der Viereckmühlstraße 11 und in der Von-Leistner-Straße 5 waren Gemeinschaftsverlegungen ohne den Künstler.

## Galerie
Bis auf den Stolperstein für Julie Loose wurden die Stolpersteine in Straubing in Gruppen von zwei bis sieben Steinen verlegt.

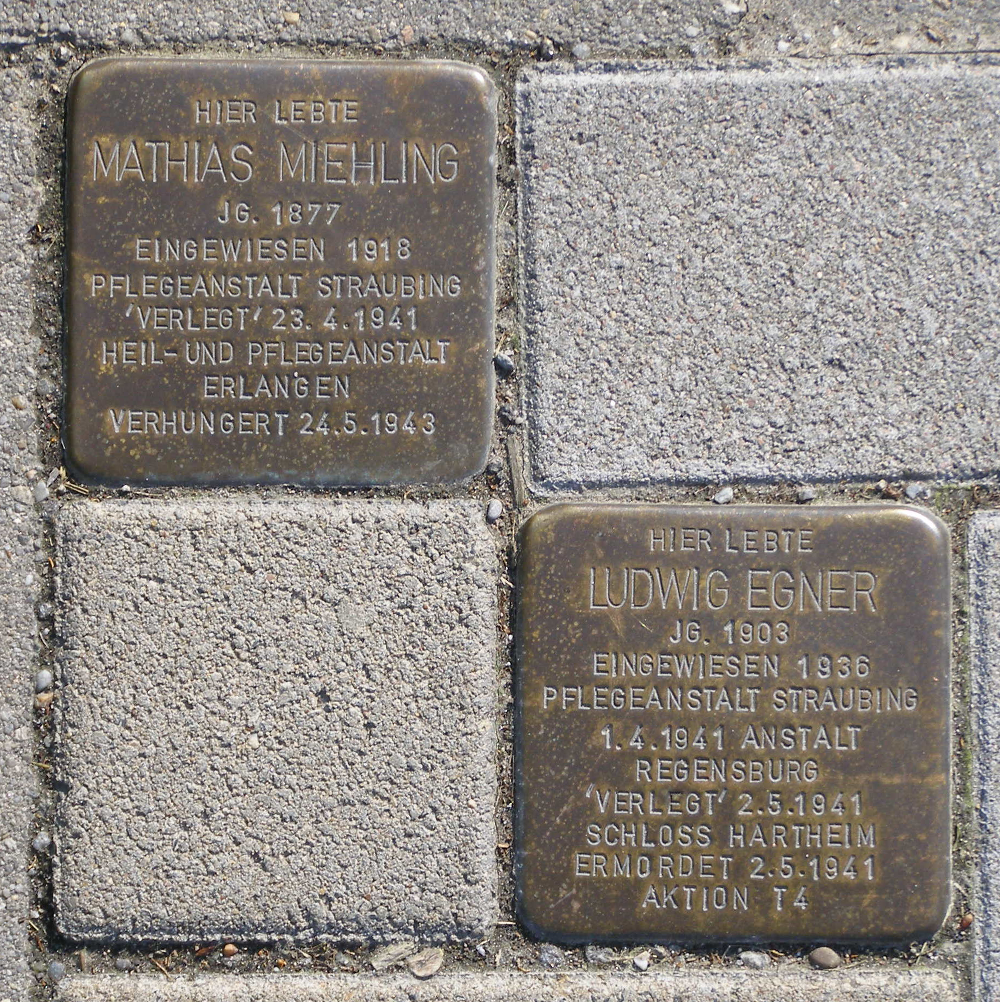
Stolpersteine für Mathias Miehlig und Ludwig Egner vor der ehem. »Pflegeanstalt«
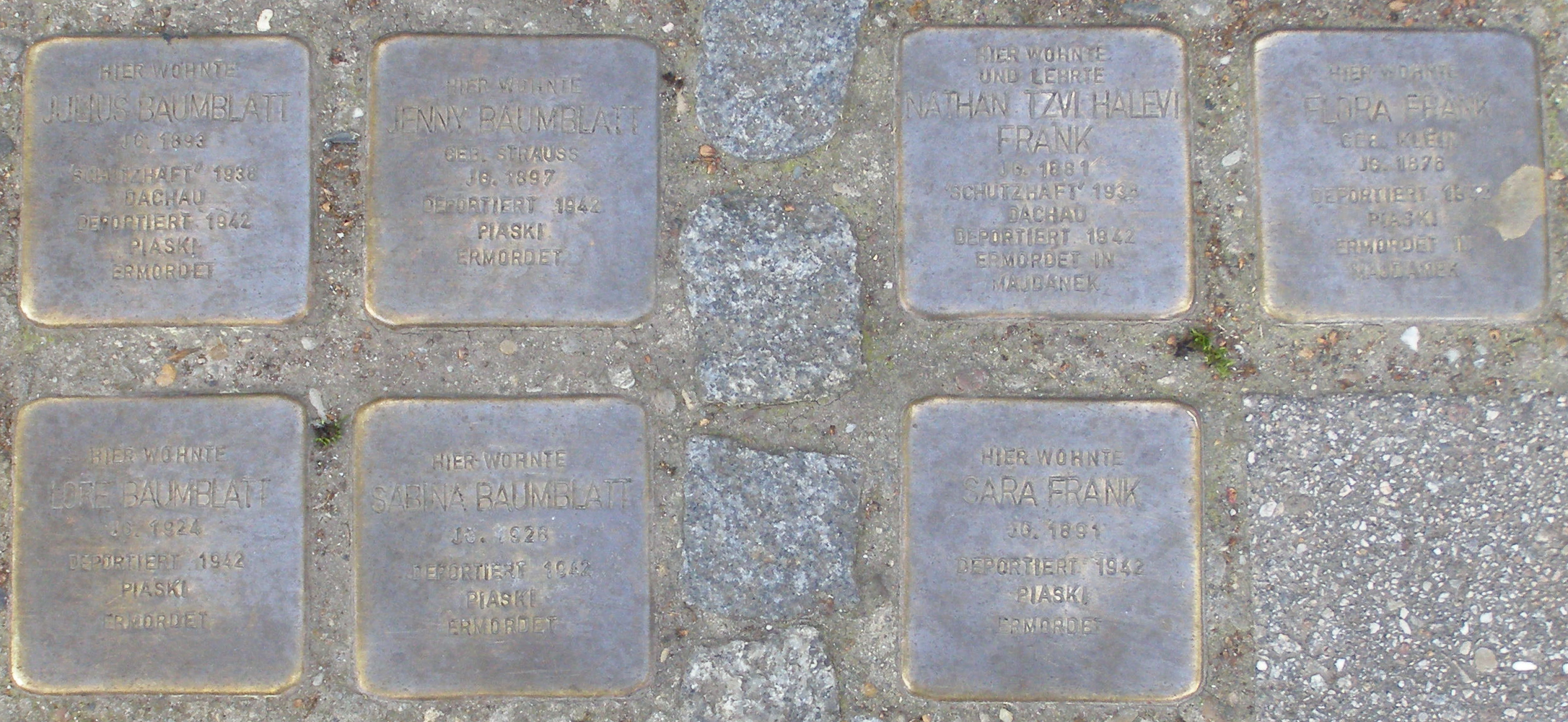
Stolpersteine für die Familien Baumblatt und Frank vor der Synagoge
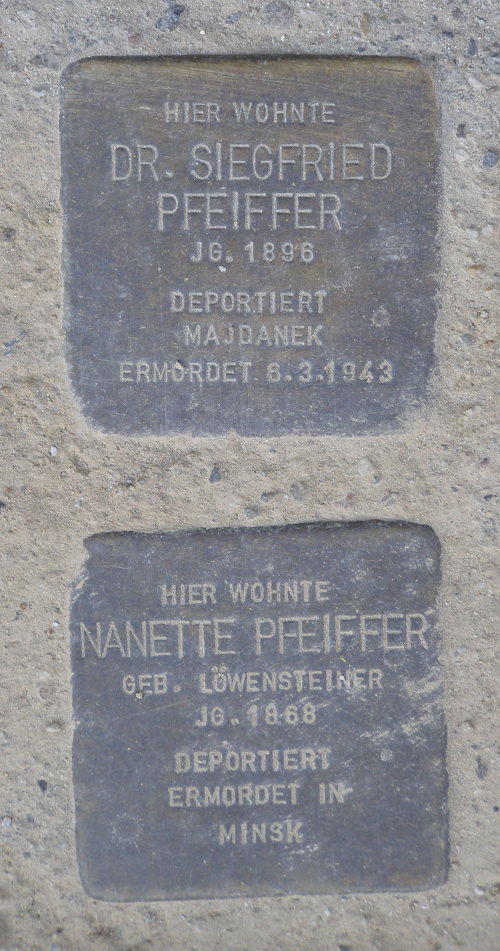
Stolpersteine für die Familie Pfeiffer in der Bahnhofstraße
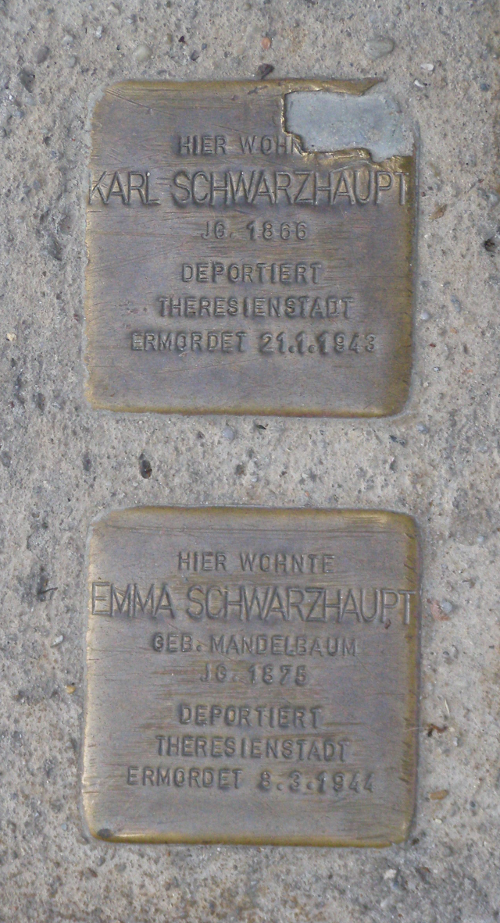
Stolpersteine für die Familie Schwarzhaupt in der Oberen Bachstraße
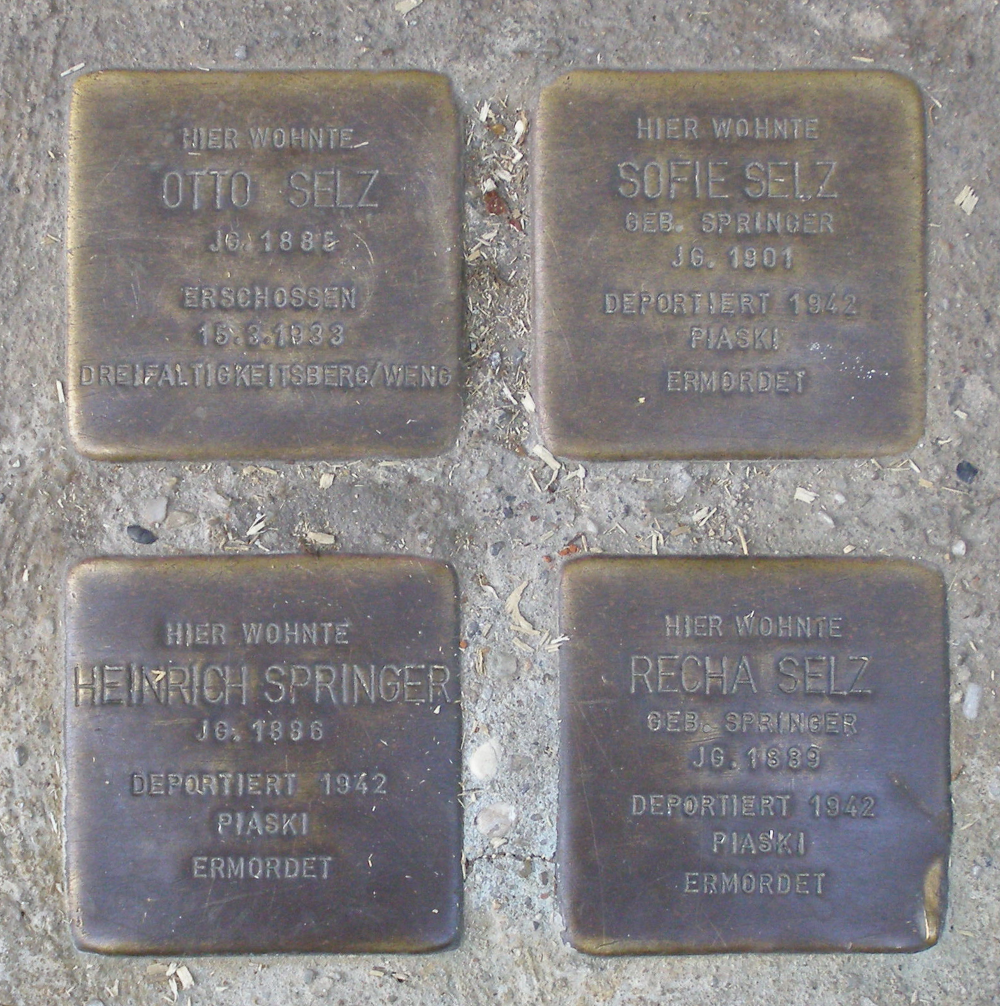
Stolpersteine für die Familie Selz/Springer in der Oberen Bachstraße

## Trivia
In der Straubinger »Neustadt« wurde ein Weg zu touristisch interessanten Orten als sog. »Straubings Goldener Weg« mit Messingplatten in ähnlicher Machart der Stolpersteine ausgewiesen.

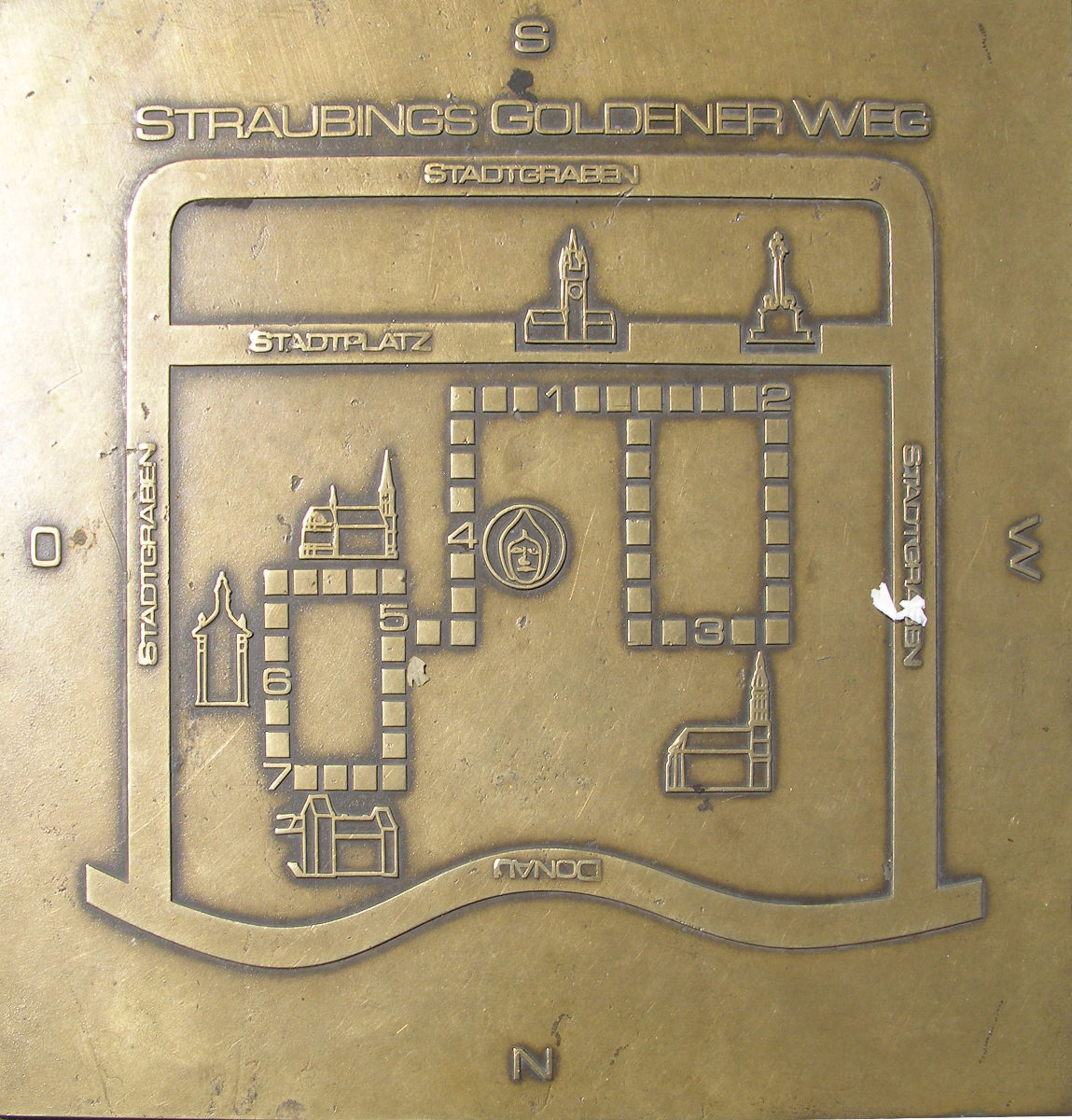
Übersicht zum »goldenen Weg«
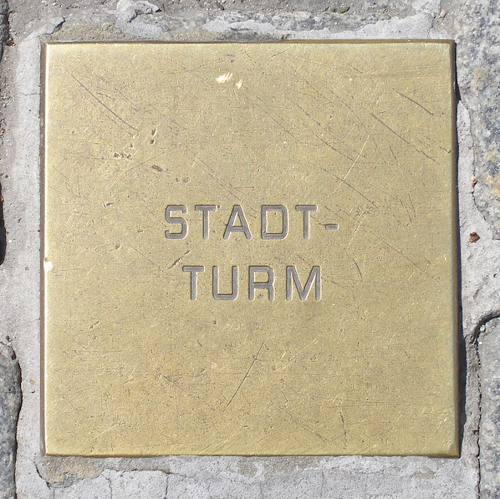
Stein des »goldenen Wegs« zum Stadtturm